# Tenor lírico
O Tenor Lírico é um timbre de tenor leve e brilhante, claro e de extensão média. Como tenores leggiero,  muitas vezes interpretam  o papel romântico principal na Ópera. Tenores líricos têm um alcance de cerca de C uma oitava abaixo do meio C (C 3) para o D uma oitava acima do C médio (D 5).

## Papéis nas Óperas
- Alfredo, La traviata (Verdi)
- Chevalier, Diálogos de carmelitas (Poulenc)
- David, Die Meistersinger von Nürnberg (Wagner)
- Il Duca di Mantova, Rigoletto (Verdi)
- Edgardo, Lucia di Lammermoor (Donizetti)
- Faust, Fausto (Gounod)
- Hoffmann, Les contes d'Hoffmann (Offenbach)
- Lensky, Eugene Onegin (Tchaikovsky)
- Oronte, I Lombardi alla prima crociata (Verdi)
- Paris, La belle Hélène (Offenbach)
- Pinkerton, Madama Butterfly (Puccini)
- Rinuccio, Gianni Schicchi (Puccini)
- Rodolfo, La bohème (Puccini)
- Roméo, Roméo et Juliette (Gounod)
- Werther, Werther (Massenet)
- Wilhelm Meister, Migon (Thomas)

## Cantores Tenores Líricos
- Kim Jonghyun
- Byun Baek-hyun
- Kim Jong-dae
- Joey Tempest
- Armando Valsani
- Roberto Alagna
- Giacomo Aragall
- Piotr Beczała
- Evgeny Belyaev
- Bülent Bezdüz
- Jussi Björling
- Alessandro Bonci
- José Carreras
- Richard Crooks
- Giuseppe Di Stefano
- Giuseppe Filianoti
- Salvatore Fisichella
- Miguel Fleta
- Ernst Haefliger
- Vittorio Grigolo
- Ivan Kozlovsky
- Alfredo Kraus
- Sergei Lemeshev
- Luis Lima
- John McCormack
- Francesco Marconi
- Luciano Pavarotti
- Alfred Piccaver
- Matthew Polenzani
- Jacques Pottier
- Nicolai Gedda
- Nino Valsani
- Gianni Raimondi
- Joseph Schmidt
- Dmitri Smirnov
- Leonid Sobinov
- Richard Tauber
- Alain Vanzo
- Ramón Vargas
- Rolando Villazón
- Fritz Wunderlich
- Jeon Jung-kook
- Brendon Urie
- André Matos
- Park Ji-min
- D.O. (artista)
- Lay (artista)
- Youngjae
- Lee Taemin
- Luhan
- Lim Jaebum (GOT7)
- Hueningkai
- Edgar Martins